# Natalia Dujnova
Natalia Dukhnova (Uzbekistán, 16 de julio de 1966) es una atleta bielorrusa de origen uzbeko retirada especializada en la prueba de 800 m, en la que ha conseguido ser subcampeona europea en 1994.

## Carrera deportiva
En el Campeonato Europeo de Atletismo de 1994 ganó la medalla de plata en los 800 metros, con un tiempo de 1:58.55 segundos, llegando a meta tras la rusa Lyubov Gurina y por delante de otra atleta rusa Lyudmila Rogachova.